# ネッド・ビーティ

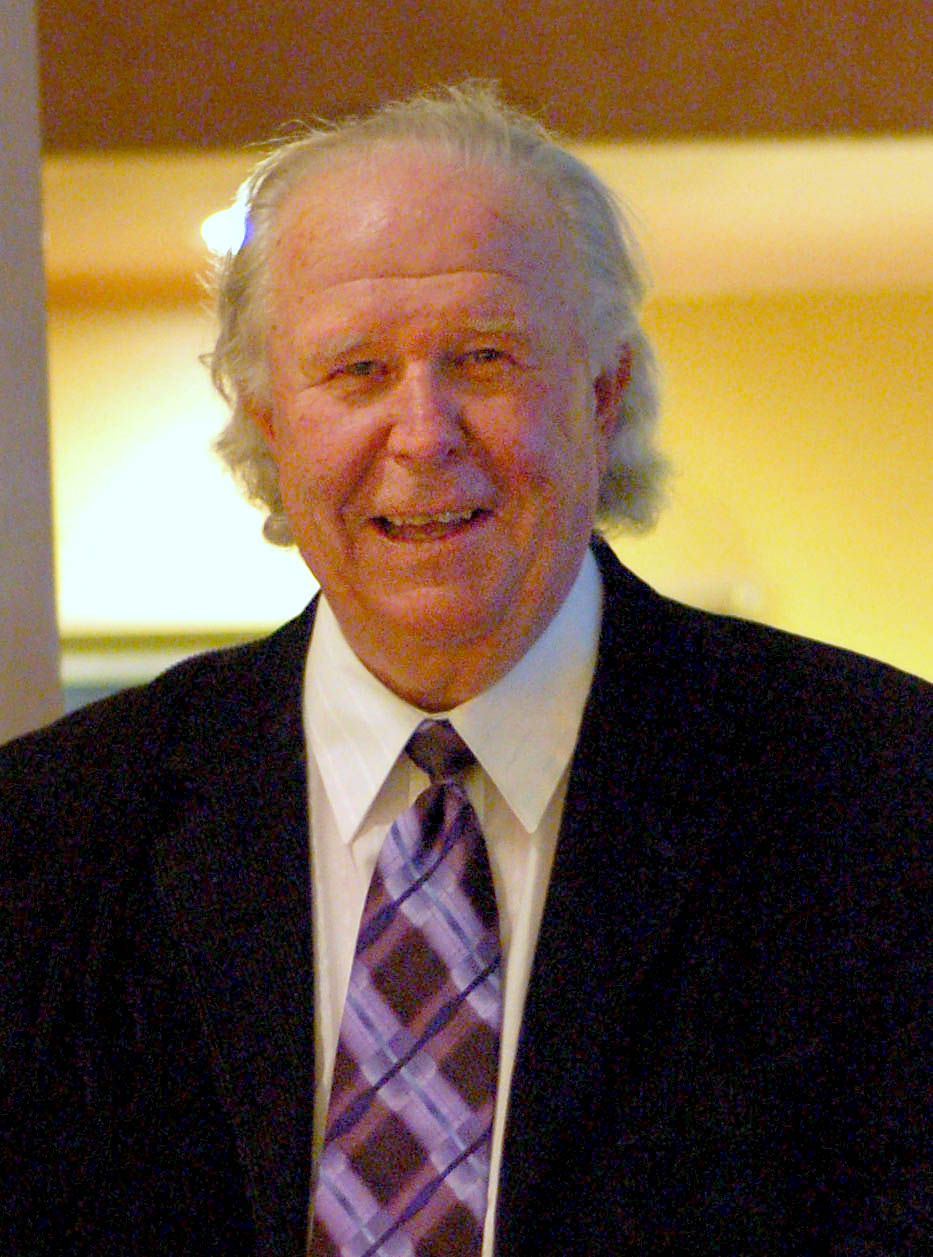
(2006)

ネッド・ビーティ（Ned Beatty, 1937年7月6日 - 2021年6月13日）は、アメリカ合衆国ケンタッキー州ルイビル生まれの俳優である。

## 来歴
1937年にケンタッキー州で生まれたビーティは、ルイビルで育つ。高校卒業後はトランシルバニア大学へ進学したが、中退。19歳の時に舞台デビュー。そしてその後の1972年、バート・レイノルズ、ジョン・ヴォイト出演の『脱出』で映画デビューを果たす。バート・レイノルズとは後に『白熱』、『ストローカーエース』、『スイッチング・チャンネル』などで共演した。
デビュー以来150本を超す映画やテレビに出演しており、スティーヴン・スピルバーグ監督のブラック・コメディ『1941』では名優三船敏郎とも共演している。1976年に出演した『ネットワーク』においてはその演技力が高く評価されてアカデミー助演男優賞にノミネートされた。その後もエミー賞に二度ノミネートされたほか、ゴールデン・グローブ賞にもノミネートされている。2006年3月、そのキャリアの功績が称えられてリバーラン国際映画祭にて映画祭最高栄誉でもあるマスター・オブ・シネマ・アワードを授与された。日本でも大ヒットを記録したピクサー製作のCGアニメーション『トイ・ストーリー3』では、劇中主人公たちを窮地に陥れるイチゴの香りがするピンク色の熊のぬいぐるみ“ロッツォ”の声を担当している。
4度の結婚歴があり、3度離婚している。
2021年6月13日朝、ロサンゼルスの自宅で自然死した。

## 出演作品

### 映画
- 脱出 Deliverance (1972)
- ロイ・ビーン The Life and Times of Judge Roy Bean (1972)
- ラスト・アメリカン・ヒーロー The Last American Hero (1973)
- おかしなおかしな大泥棒 The Thief Who Came to Dinner (1973)
- 白熱 White Lightning (1973)
- デキシー・ダンスキングス W.W. and the Dixie Dancekings (1975)
- ナッシュビル Nashville (1975)
- ネットワーク The Network (1976)
- 大統領の陰謀 All the President's Men (1976)
- 弾丸特急ジェット・バス The Big Bus (1976)
- マイキー&ニッキー/裏切りのメロディ Mikey and Nicky (1976)
- 大陸横断超特急 Silver Streak (1976)
- エクソシスト2 Exorcist II: The Heretic (1977)
- スーパーマン Superman (1978)
- 原子力潜水艦浮上せず Gray Lady Down (1978)
- 1941 1941 (1979)
- 縮みゆく女 The Incredible Shrinking Woman (1980)
- スーパーマンII 冒険篇 Superman II (1980)
- The American Success Company (1980)
- おもちゃがくれた愛 The Toy (1982)
- ストローカーエース Stroker Ace (1983)
- バック・トゥ・スクール Back to School (1986)
- ローリング・ベンジェンス/復讐のモンスター・トラック Rolling Vengeance (1987)
- 第四の核 The Fourth Protocol (1987)
- ミッドナイト・クロッシング Midnight Crossing (1988)
- ファイナル・エクソシスト/悪魔の封印 The Unholy (1988)
- スイッチング・チャンネル Switching Channels (1988)
- テネシー・ナイツ Tennessee Nights (1989)
- 裸の十字架を持つ男/エクソシストフォーエバー Repossessed (1990)
- ピンク・ノーベンバーを追え！？ Going Under (1990)
- ヒア・マイ・ソング Hear My Song (1991)
- キスへのプレリュード Prelude to a Kiss (1992)
- ボディ・クッキング/ 母・体・蘇・生 Ed and His Dead Mother (1993)
- ルディ/涙のウイニング・ラン Rudy (1993)
- 笑撃生放送! ラジオ殺人事件 Radioland Murders (1994)
- 理由 Just Cause (1995)
- ラストゲーム He Got Game (1998)
- クッキー・フォーチュン Cookie's Fortune (1999)
- サンダーパンツ! Thunderpants (2002)
- The Walker (2007)
- ザ・シューター/極大射程 The Shooter (2007)
- チャーリー・ウィルソンズ・ウォー Charlie Wilson's War (2007)
- エレクトリック・ミスト 霧の捜査線 In the Electric Mist (2009)
- トイ・ストーリー3 Toy Story 3 (2010)　声の出演
- キラー・インサイド・ミー The Killer Inside Me (2010)
- ランパート 汚れた刑事 Rampart (2011)
- ランゴ Rango (2011)　声の出演

### テレビドラマ
- 刑事コジャック Kojak (1973)
- 恐怖のレストラン Dying Room Only (1973)
- マッシュ M*A*S*H (1975)
- みなしごルークとがんこおじさん Big Henry and Polka Dot Kid(1976)
- フェアリーテイル・シアター Faerie Tale Theatre (1982)
- ジェシカおばさんの事件簿 Murder, She Wrote (1984)
- ロザンヌ Roseanne (1989-1994)
- ホミサイド/殺人捜査課 Homicide: Life on the Street (1993-1995)
- ガリバーの大冒険 Gulliver's Travels (1996)
- CSI:科学捜査班 CSI: Crime Scene Investigation (2007)

### その他
- アクターズ・スタジオ・インタビュー